# Baetis muticus
Baetis muticus är en dagsländeart som först beskrevs av Carl von Linné 1758.  Baetis muticus ingår i släktet Baetis, och familjen ådagsländor. Arten är reproducerande i Sverige.